# Белогорск I
Белого́рск — узловая железнодорожная станция Свободненского региона Забайкальской железной дороги, находящаяся в городе Белогорске Амурской области. Расположена на Транссибирской магистрали.

## Описание
От станции отходит неэлектрифицированная линия до станции Благовещенск. Имеет 4 низкие прямые платформы для пассажирских поездов: 1 боковую широкую, 1 островную широкую и 2 островные узкие, считая от здания вокзала. Имеется железобетонный пешеходный мост над путями.
Пригородное сообщение по станции отсутствует.

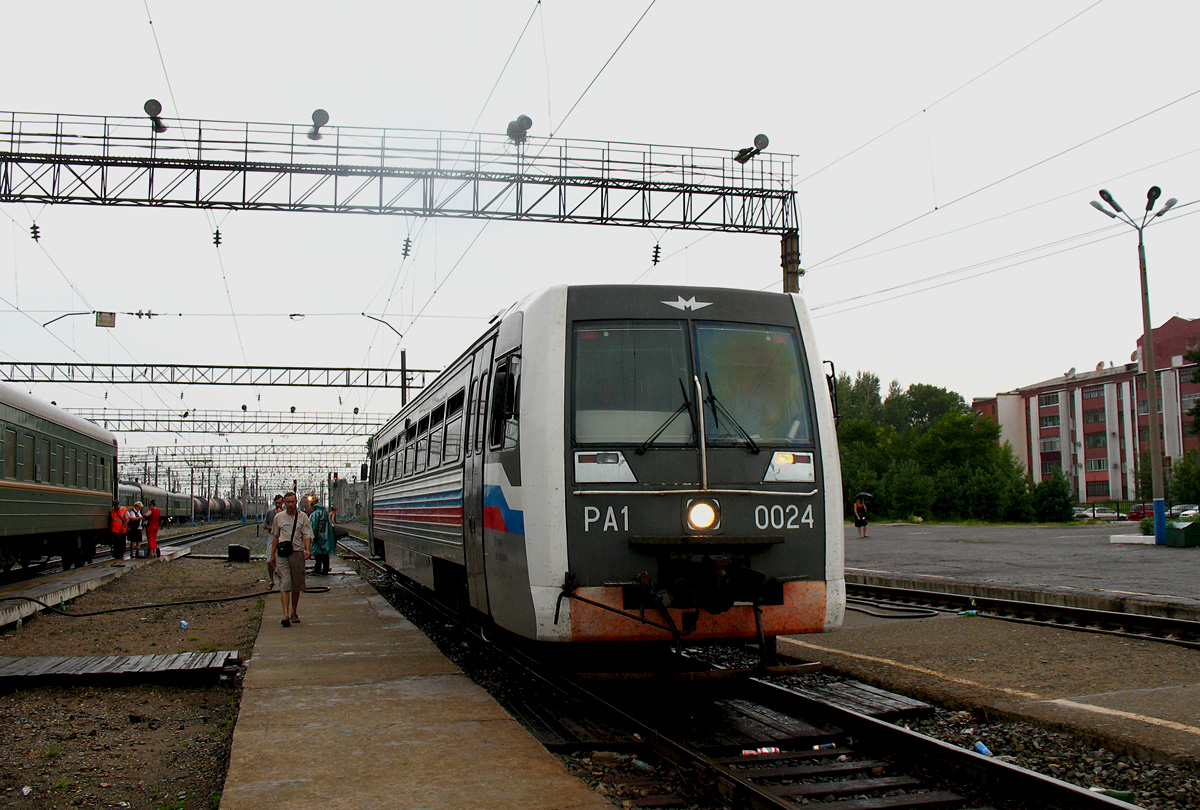
Автомотриса РА1-0024 на пассажирской платформе

## История
В конце августа 1923 года станция Белогорск подверглась налёту белоэмигрантского вооружённого отряда с китайской территории, были сожжены постройки, уничтожено оборудование, прервано движение поездов.

## Дальнее следование по станции
По графику 2021 года через станцию проходят следующие поезда:

### Круглогодичное движение поездов
| № поезда   | Маршрут движения          | № поезда   | Маршрут движения          |
| ---------- | ------------------------- | ---------- | ------------------------- |
| 1 «Россия» | Владивосток — Москва      | 2 «Россия» | Москва — Владивосток      |
| 7          | Владивосток — Новосибирск | 8          | Новосибирск — Владивосток |
| 11         | Владивосток — Самара      | 12         | Самара — Владивосток      |
| 35/36      | Благовещенск — Хабаровск  | 35/36      | Хабаровск — Благовещенск  |
| 81         | Благовещенск — Тында      | 82         | Тында — Благовещенск      |
| 62         | Владивосток — Москва      | 61         | Москва — Владивосток      |
| 325        | Хабаровск — Нерюнгри      | 326        | Нерюнгри — Хабаровск      |
| 391        | Благовещенск — Чита       | 392        | Чита — Благовещенск       |